# Rátka
Rátka is een plaats (község) en gemeente in het Hongaarse comitaat Borsod-Abaúj-Zemplén. Rátka telt 1068 inwoners (2001).